# 溫度梯度
溫度梯度（英語：Temperature Gradient），是描述溫度在特定的區域環境內最迅速的變化會向何方向，以及是何種速率的物理量。溫度梯度是一維的數量，單位是度/每單位長度（在特定的溫度範圍內），SI單位是每米K（K/m）。
在大氣層的溫度梯度在大氣科學（氣象、氣候學及相關領域）中是很重要的

## 數學的敘述
假設溫度T是一個內含性質，即是在三度空間（通常稱為純量場）內的一個單值連續的和可微分的函數，也就是說，
{\displaystyle T=T(x,y,z)}
此處x，y和z是座標系的位置標示，溫度梯度是向量，其定義如下：
{\displaystyle \nabla T={\begin{pmatrix}{\frac {\partial T}{\partial x}},{\frac {\partial T}{\partial y}},{\frac {\partial T}{\partial z}}\end{pmatrix}}}

## 天氣和氣候的關聯
不同地區之間的空氣溫度差異對天氣預報與氣候至關重要。行星表面對太陽光的吸收增強了溫度梯度，其結果造成對流（雲形成的主要過程，經常與降水相關聯）。相似的，在全球和年度的基礎上，大氣（和海洋）的動力學可以被理解為試圖通過極地和赤道的溫度差異極大的冷空氣和暖空氣（包括水）在廣大的區域重新配置。
天氣圖是溫度梯度在水平方向上可以達到較高數值的地區，這些是具有相當明顯屬性氣團之間的邊界。
很明顯的，溫度梯度會隨著時間變化，一天之中或季節性的冷熱變或都會使溫度梯度產生變化。

## 逐日的經驗和環境問題
其它可以明確的感受到溫度梯度的場所包括在夏天有空調商店的入口（或出口），或山洞的入口，以及其他受到保護或空氣不流通的場所。
氣溫快速變化的場所（時間或空間）會導致不舒適的感覺，在極端的情況下，會產生冷或熱的壓力。

## 外部連結
- IPCC Third Assessment Report（页面存档备份，存于）